# テラービジョン
『テラービジョン』（TerrorVision）は、1986年に製作されたSFホラーコメディ映画である。

## 概要
宇宙から来た怪物が家庭用衛星放送アンテナを通して地球へ侵入し、とある一家を恐怖に陥れるという内容のSFホラーコメディ映画である。藤岡弘、がアメリカへ進出した『SFソードキル』なども手掛けたエンパイア・ピクチャーズが製作しており、同制作会社のチャールズ・バンド自身が本作の脚本も手がけた。全体的に安っぽい低予算ながら怪物や宇宙人など様々な造形物が登場し、クセのある登場人物も相まって様々な面で楽しめる作品となっている。クセ者家族の主には『ファントム・オブ・パラダイス』のゲリット・グレアム、その妻にポール・バーテル監督の常連女優メアリー・ウォロノフ、そしてその息子にはテレビドラマ『頑固じいさん孫3人』などで知られるチャド・アレンらが演じている。また、怪物の声はフランク・ウェルカーが担当した。

## あらすじ
大型の衛星サテライトアンテナを購入したスタン（ゲリット・グレアム）。妻のラクエル（メアリー・ウォロノフ）や娘のスージー（ダイアン・フランクリン）らはそんなスタンを冷ややかな眼差しで見るが、スタンが意気揚々と庭先にアンテナを装着していると、突然空からアンテナに向けて稲妻が走った。スタンらはその衝撃に驚きながらも、そこまで気には止めていなかったのだが、実はその稲妻は宇宙から地球に到達したもので、ある星の宇宙人が遺棄した宇宙怪物が稲妻を通して一家のテレビに送り込まれていたのだ。そんな事とはつゆ知らず、アンテナがその衝撃で正常に作動したことから、スタン達はチャンネル争いを開始する。
やがて夜になり、スタンと妻は知り合ったばかりの夫婦とスワッピングに出かけ、娘のスージーも新しく出来たボーイフレンドのO.D.（ジョナサン・グリース）とデートに出かけて、家には息子のシャーマン（チャド・アレン）とその祖父（バート・レムゼン）だけが残る。二人はようやくまともに映った衛星放送を見ながらそのまま眠ってしまうのだが、その間にテレビの画面から宇宙怪物が出現。怪物の触手が眠った二人の元へ伸びるが、あわやのところで目を覚まして難を逃れたシャーマン。しかし祖父は怪物に食べられてしまった。気色の悪い怪物を目の当たりにしたシャーマンは、様々な方法で助けを求めるが、子供の冗談だと大人たちはシャーマンを取り合わないまま、怪物はどんどんと獰猛になっていく。

## キャスト・スタッフ

### 出演者
- スージー・パターマン：ダイアン・フランクリン
- スタン・パターマン：ゲリット・グレアム
- ラクエル・パターマン：メアリー・ウォロノフ
- シャーマン・パターマン：チャド・アレン
- 祖父：バート・レムゼン
- O.D.：ジョナサン・グリース
- メデューサ：ジェニファー・リチャーズ
- スピロ：アレハンドロ・レイ
- チェリー：ランディ・ブルックス
- 怪物（声）：フランク・ウェルカー

### スタッフ
- 監督：テッド・ニコラウ
- 脚本：テッド・ニコラウ、チャールズ・バンド
- 製作：アルバート・バンド、チャールズ・バンド
- 撮影：ロマノ・アルバーニ
- 編集：トーマス・メシェルスキー